# Ignacio Abeledo
Ignacio de Loyola Abeledo Rute (Huelva, 5 de enero de 1996) es un futbolista español que juega como centrocampista. Actualmente milita en el C. F. Talavera de la Reina de la Segunda Federación.

## Trayectoria
Llegó a debutar con el primer equipo del Real Betis en 2014, en un partido de Copa del Rey frente al Athletic. El andaluz cuenta con experiencia en las categorías inferiores de la selección española, siendo internacional por la sub-17 y sub-18.
En verano de 2016, llegó al filial azulgrana para jugar en el Grupo III de Segunda B, donde consiguió el ascenso a Segunda División, pero apenas tuvo protagonismo, con siete partidos y dos goles. 
Tras no entrar en los planes del preparador del Barcelona B, Gerard López, pone rumbo a Atlético Malagueño con el que jugaría la temporada 2017-18 en Tercera División. El jugador onubense logra ascender al filial malagueño a Segunda División B. Anotó 20 goles y se convirtió en el indiscutible líder del equipo.
En agosto de 2018, el extremo zurdo firma por dos temporadas por el Nàstic de Tarragona, tras finalizar su vinculación contractual con el Málaga CF.
El 7 de julio de 2022, firma por el Linares Deportivo de Primera División RFEF.
En la temporada 2023-24, firma por el C. F. Talavera de la Reina de la Segunda Federación, cedido por la Sociedad Deportiva Huesca.

## Clubes
| Club                                | País   | Año       | Partidos | Goles |
| ----------------------------------- | ------ | --------- | -------- | ----- |
| Betis Deportivo Balompié            | España | 2014-2016 |          |       |
| FC Barcelona B                      | España | 2016-2017 |          |       |
| Atlético Malagueño                  | España | 2017-2018 |          |       |
| Club Gimnàstic de Tarragona         | España | 2018-2019 |          |       |
| Real Club Deportivo Fabril (cedido) | España | 2019-2019 |          |       |
| Club Deportivo San Roque de Lepe    | España | 2019-2022 |          |       |
| Linares Deportivo                   | España | 2022-2023 |          |       |
| C. F. Talavera de la Reina          | España | 2023-act. | 0        | 0     |